# Lesley Morrell Line Cabin and Corral
Les Lesley Morrell Line Cabin and Corral sont une cabane et un corral américains situés dans le comté de Wayne, dans l'Utah. Protéges au sein du parc national de Capitol Reef, ils sont inscrits ensemble au Registre national des lieux historiques depuis le 13 septembre 1999.